# Burosse-Mendousse
Burosse-Mendousse település Franciaországban, Pyrénées-Atlantiques megyében. Lakosainak száma 81 fő (2022. január 1.). Burosse-Mendousse Lalongue, Lannecaube, Mascaraàs-Haron, Saint-Jean-Poudge, Taron-Sadirac-Viellenave és Vialer községekkel határos.

## Népesség
A település népességének változása:
| Lakosok száma | 55   | 62   | 67   | 66   | 67   | 67   | 72   | 76   | 81   |
|               | 2013 | 2015 | 2016 | 2017 | 2018 | 2019 | 2020 | 2021 | 2022 |